# Porspoder
Porspoder (en bretó Porspoder) és un municipi francès, situat a la regió de Bretanya, al departament de Finisterre. L'any 2006 tenia 1.609 habitants. El consell municipal ha aprovat la carta Ya d'ar brezhoneg.

## Demografia
| 1962                                       | 1968  | 1975  | 1982  | 1990  | 1999  |
| ------------------------------------------ | ----- | ----- | ----- | ----- | ----- |
| 1.586                                      | 1.461 | 1.324 | 1.309 | 1.373 | 1.567 |
| Des de 1962: població sense dobles comptes |       |       |       |       |       |

## Administració
| Període | Identitat      | Partit |
| ------- | -------------- | ------ |
| 2008-   | Yannick Marzin |        |